# Prior
O prior é o guia, o chefe de um grupo ou o superior de uma ordem religiosa ou militar, geralmente designada "Priorado". O termo deriva do latim prìor, óris "primeiro de dois" ou "aquele que está na frente". Pode ser designado ao pároco de uma paróquia ou superior de uma ordem religiosa.
Na Idade Média, em algumas comunas italianas, os priores eram os integrantes do órgão de governo da cidade. Palazzo dei Priori era o nome original do palácio do Palazzo della Signoria de Florença.